# مؤتمر الأمم المتحدة للتغير المناخي 2013

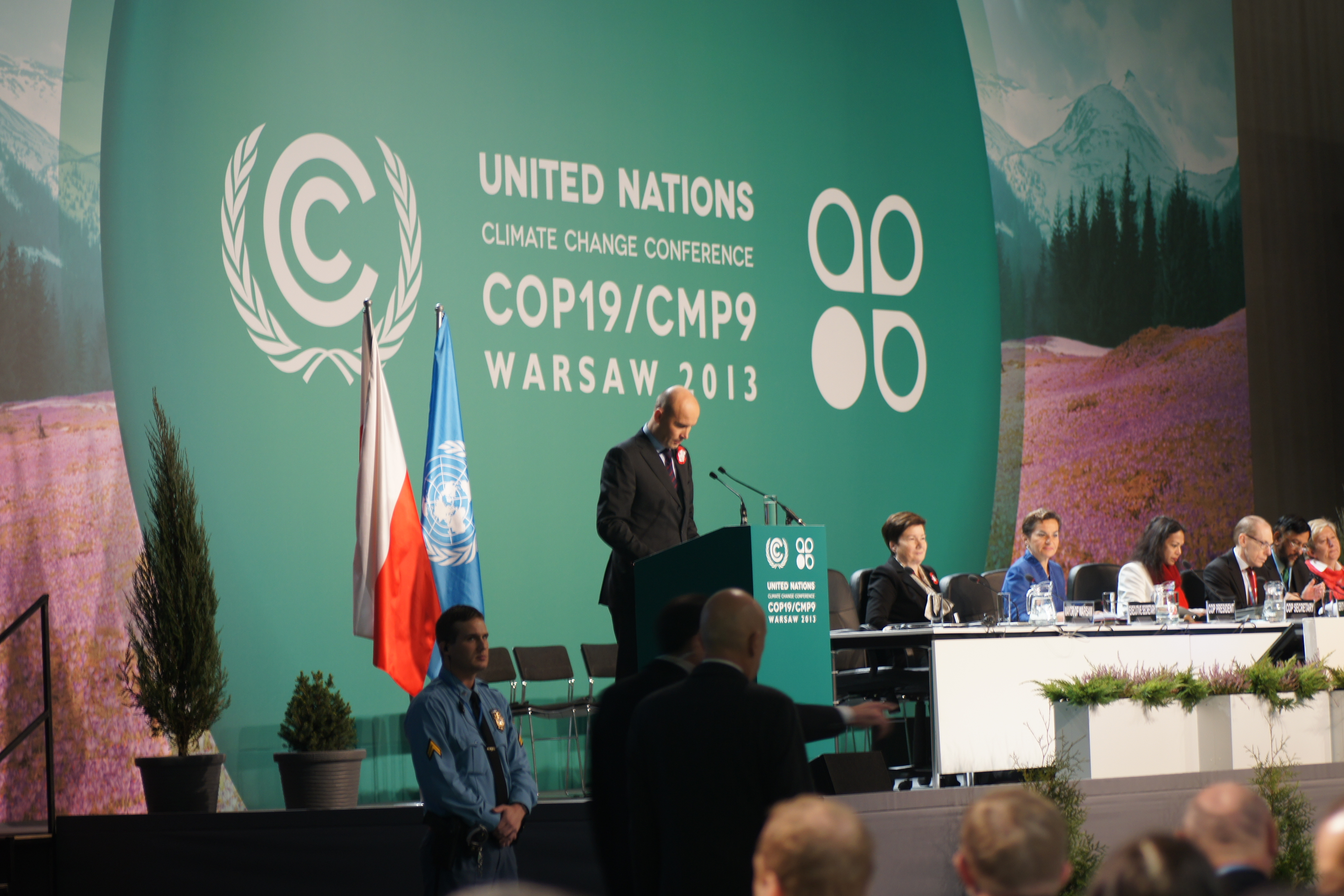
افتتاح المؤتمر في 11 نوفمبر 2013

عقد مؤتمر الأمم المتحدة للتغير المناخي في وارسو، بولندا، في الفترة من 11 إلى 23 نوفمبر 2013، وهو الدورة السنوية التاسعة عشر لمؤتمر الأطراف المشاركين في اتفاقية الأمم المتحدة الإطارية بشأن التغير المناخي لعام 1992، والدورة التاسعة لاجتماع الأطراف المشاركين في اتفاقية بروتوكول كيوتو عام 1997، واصل مندوبو المؤتمر المفاوضات من أجل التوصل إلى اتفاق بشأن المناخ العالمي. ترأس المفاوضات كل من الأمينة التنفيذية لاتفاقية الأمم المتحدة الإطارية بشأن تغير المناخ كريستيانا فيغيريس ووزير البيئة البولندي ماركين كوروليك.
خَلُصَ المؤتمر إلى الاتفاق على أن تبدأ كل الدول في خفض الانبعاثات في أقرب وقت ممكن، ومن الأفضل أن يتم ذلك بحلول الربع الأول من عام 2015، وصيغ مصطلح «الانبعاثات المحددة» في وارسو بناءً على اقتراح من سنغافورة، واقتُرحت أيضا آلية وارسو الدولية.

## خلفية
كانت هناك عدة اتفاقيات بيئية مبدئية وفعلية في طليعة المحادثات، بما فيها: الاعتمادات غير المستخدمة من المرحلة الأولى من بروتوكول كيوتو، والتحسينات التي أدخلت على العديد من آليات عمل اتفاقية الأمم المتحدة الإطارية بشأن تغير المناخ، وتحسين قياس انبعاثات غازات الدفيئة والإبلاغ عنها والتحقق منها. ركز المندوبون على الشروط المحتملة لاتفاق عالمي نهائي بشأن تغير المناخ من المتوقع التصديق عليه في عام 2015 في مؤتمر باريس.

## الموقع والمشاركات
تتناوب بلدان الأمم المتحدة على احتضان محادثات اتفاقية الأمم المتحدة الإطارية بشأن تغير المناخ. في عام 2013، اختيرت وارسو، عاصمة بولندا وأكبر مدنها لتمثيل مجموعة أوروبا الشرقية في رئاسة الدورة التاسعة عشرة لمؤتمر الأطراف.
انتقدت عدة منظمات بيئية من ضمنها منظمة السلام الأخضر اختيار بولندا، بسبب عدم التزام البلاد بالحد من استخدامات الوقود الأحفوري وزيادة استخدام الطاقة المتجددة. في عام 2013، مثّل الفحم ما نسبته 88% من الكهرباء في بولندا، في حين بلغ المتوسط العالمي 68%، كما عارض مسؤولوها مقترحات الاتحاد الأوروبي للتحرك بفعالية أكبر ضد الاحتباس الحراري العالمي. عارضت بولندا في عام 2011 أهداف الانبعاثات المقترحة لعام 2050، ووقفت بمفردها ضد الدول الأعضاء الأخرى في الاتحاد الأوروبي، كما أعلن وزير البيئة مارسين كوروليك (رئيس المؤتمر) نفسه مشككًا في إستراتيجية الاتحاد الأوروبي للقيادة.
سجل لحضور المؤتمر أكثر من 10,000 مشارك من 189 دولة، ولكن أعلن 134 وزيرًا فقط عن مشاركتهم. مُثلت أربع دول من رئيسها أو رئيس وزرائها لكونها أكثر عرضة لتبعات التغير المناخي وهي: تنزانيا، وإثيوبيا، وتوفالو، وناورو.

## المفاوضات
تمثل الهدف الرئيسي للمؤتمر في خفض انبعاثات غازات الدفيئة للحد من ارتفاع درجة الحرارة العالمية إلى 2 درجة مئوية فوق المستويات الحالية. استنادًا إلى تصريحات الأمين العام لاتفاقية الأمم المتحدة الإطارية بشأن تغير المناخ، كريستيانا فيغيريس:
«يجب أن تبلغ انبعاثات غازات الاحتباس الحراري ذروتها هذا العقد، وأن تصل إلى صفر بحلول النصف الثاني من هذا القرن... يتعين على الحكومات الوطنية أن تعمل على الحد من التأثيرات التي تخلفها على سكانها وضمان التنمية المستدامة على مدى الأجيال، ويتعين على القطاع الخاص أن يعمل على الحد من مخاطر المناخ، كما يتعين على اللقاءات الدولية أن تدفع الآن إلى الأمام لبناء الأساس الذي يقوم عليه اتفاق عالمي طموح بشأن تغير المناخ في عام 2015»
حظيت الطاقة النظيفة، وتحديدًا تمويل ونقل مصادر الطاقة المتجددة في البلدان النامية، بأهمية كبيرة خلال المؤتمر. ذكر وزير البيئة الهندي قبل المحادثات أن «أهم إنجاز سيكون تمويل المناخ ورسملة صندوق المناخ الأخضر، وهو ما لم يحدث على الإطلاق». بدأت الدول المتقدمة التي قطعت التزامًا مبكرًا الحديث عن مصادر تمويل بديلة - في حين أننا نرى أن هذه التزامات الأطراف في المؤتمر. أقرت اتفاقات جولة كوبنهاغن رسميًا مبلغ 100 مليار دولار أمريكي لصندوق الطاقة النظيفة بحلول عام 2020 لمساعدة البلدان النامية في مجال تنمية الطاقة، في حين لم يُدفع للصندوق سوى مبلغ 7.5 مليون دولار أمريكي في يونيو 2013. تحظى أستراليا بدعم من بريطانيا ودول أخرى لدحض مطالب دفع تعويضات للدول المتضررة بفعل تغير المناخ والتي تلومها بسبب ذلك، ما أثار غضبًا في قمة عالمية تهدف إلى التوصل إلى اتفاق في نهاية الأسبوع. بناءً على قرار من توني أبوت لتجنب أي التزامات مالية جديدة، عارض المفاوضون الأستراليون الدعوات لدعم تعويضات «الخسائر والأضرار» التي تسعى إليها الدول الفقيرة.
حظي موضوعا التكنولوجيا وتقاسم الملكية الفكرية بين البلدان الصناعية والبلدان النامية باهتمام كبير في محادثات وارسو. تاريخيًا، كانت المناقشات حول هذين الموضوعين متوقفة بسبب الخلافات حول آليات تحديد الأسعار والمشاركة المحيطة بالملكية الفكرية، وبالتالي كان من المتوقع أن يتبنى مؤتمر وارسو نهجًا جديدًا.
كان السبب وراء الجمود الذي أحاط بالمحادثات هو إصرار مندوبي الولايات المتحدة على امتثال الصين والهند لدفع التزامات الخفض الملزمة - في حين زعم المندوبون الصينيون والهنود أن التمويل من الدول الصناعية مطلوب قبل أن يمكن تنفيذ مثل هذه التخفيضات دون التأثير على معدلات نمو الناتج المحلي الإجمالي. عارضت الهند والسعودية التوصل إلى اتفاق من شأنه أن يمنع إطلاق ما يصل إلى 100 مليار طن متري من الانبعاثات المكافئة لثاني أكسيد الكربون بحلول عام 2050. ذُكر أنه حذفت فقرة رئيسية في مشروع قرار كان من شأنه أن يعجل بالتعاون الدولي بموجب بروتوكول مونتريال في اللحظة الأخيرة.

في اليوم الافتتاحي، سُلّط الضوء على الوفيات والإصابات والدمار الناجم عن إعصار هايانن. ردًا على الإعصار والأضرار الناجمة عن تغير المناخ بشكل عام، تلقى نديريف سانيو، كبير مفاوضي وفد الفلبين، تصفيق حار لإعلانه:
«تضامنًا مع أبناء بلدي الذين يكافحون من أجل الحصول على الطعام في الوطن، سأبدأ الآن صيامًا طوعيًا من أجل المناخ، وهذا يعني أنني سأمتنع طوعًا عن تناول الطعام خلال مؤتمر الأطراف هذا، إلى أن تلوح في الأفق نتيجة أو حل مجدٍ» -نديريف سانيو
في 21 نوفمبر، جرى أول حوار بين المدن والتقسيمات الإدارية، وتألف ذلك من وزراء ومحافظين وزعماء وطنيين وممثلين عن المجتمع المدني لمناقشة التخفيف والتكيف على نطاق محلي.

### الانسحابات
قادت كتلة مجموعة الـ77 والصين 132 دولة فقيرة للانسحاب خلال محادثات حول تعويضات «الخسائر والأضرار» الناجمة عن الاحتباس الحراري، إذ طالبت الدول الفقيرة الدول المتقدمة بتقديم 100 مليار دولار سنويًا لها بحلول عام 2020. اتهم ناشطون ودول فقيرة الدبلوماسيين الأستراليين بعدم أخذ المحادثات على محمل الجد. لم ترسل البلاد مسؤولين رفيعي المستوى إلى قمة الأمم المتحدة، قائلة إنهم سيكونون مشغولين بإلغاء ضريبة الكربون المثيرة للجدل في البلاد، وقال رئيس الوزراء الأسترالي توني أبوت لصحيفة واشنطن بوست إن ضريبة الكربون سيئة بالنسبة للاقتصاد ولا تفيد البيئة. على الرغم من فرض ضريبة كربون بمعدل 37 دولار للطن بحلول عام 2020، ما زالت الانبعاثات المحلية في أستراليا في ارتفاع مستمر، ولم تنخفض.

### ختام المؤتمر
تجاوز المؤتمر تاريخ الانتهاء المقرر في 22 نوفمبر بيوم قبل التوصل إلى توافق في الآراء. وافقت الدول الأعضاء على العمل من أجل الحد من الانبعاثات في أقرب وقت ممكن، مع تحديد موعد للتطبيق الفعلي لذلك في الربع الأول من عام 2015.